# François Loeser
François Loeser est un mathématicien français spécialiste de géométrie algébrique. Ses travaux portent notamment sur la théorie des singularités, l'intégration motivique et la géométrie non archimédienne et certains d'entre eux utilisent également des techniques provenant de la théorie des modèles.

## Biographie
Ancien élève de l'École normale supérieure et agrégé de mathématiques, François Loeser a été chercheur au CNRS de 1985 à 1989. Il est professeur à l'université Pierre-et-Marie-Curie depuis 1989. De 2000 à 2010, il a été professeur au département de mathématiques de l'École normale supérieure, dont il a été le directeur de 2008 à 2010. De 1992 à 1997 il a été membre junior de l'Institut universitaire de France dont il est membre senior depuis 2015. Il a été élu membre de l'Academia Europaea en 2019.
Il est lauréat de la médaille d'argent du CNRS en 2011 et du prix Charles-Louis de Saulces de Freycinet de l'Académie des sciences en 2007. Il est récipiendaire d'une Advanced Investigator Grant du Conseil européen de la recherche en 2010 et a été conférencier plénier au congrès de la Société mathématique européenne en 2008. En 2025-2026, il est lauréat de la Chaire Jacques Tits de la Société mathématique de Belgique.